# August Fischer (Politiker, 1901)
August Fischer (* 26. Mai 1901 in Moosburg an der Isar; † 15. Februar 1986 in Kempten (Allgäu)) war ein deutscher Kommunalpolitiker.

## Leben
Fischer studierte in München, Kiel und Erlangen Rechts- und Staatswissenschaften und legte 1929 seine zweite Staatsprüfung ab. Danach arbeitete er als Rechtsanwalt in Bad Reichenhall. Im Jahr 1930 wurde er als Mitglied der Deutschen Volkspartei vom Burghauser Stadtrat zum jüngsten berufsmäßigen ersten Bürgermeister Bayerns gewählt. Offiziell blieb er Burghauser Bürgermeister bis 1945, ab 1942 war er allerdings als Obergefreiter der Wehrmacht im Fronteinsatz und wurde in seinem Amt nur noch vertreten.
Bereits im April 1933 trat Fischer dem Bund Nationalsozialistischer Deutscher Juristen, zum 1. Mai 1937 der NSDAP bei (Mitgliedsnummer 4.074.300). Dementsprechend wurde er gemäß Besatzungsrecht bzw. dem Gesetz zur Befreiung von Nationalsozialismus und Militarismus im Jahr 1945 von der amerikanischen Militärregierung als Bürgermeister von Burghausen abgesetzt. Fischer selbst war zu diesem Zeitpunkt in sowjetischer Kriegsgefangenschaft, aus der er im November 1949 entlassen wurde. Er kehrte noch einmal für wenige Jahre nach Burghausen zurück, bevor er 1952 schließlich nach Kempten im Allgäu übersiedelte.
Von 1. Mai 1952 bis 30. April 1970 war er Oberbürgermeister der Stadt Kempten. Er war überparteilich und wurde von den Freien Wählern und der CSU nominiert. In diesen Jahren trieb er die Stadtsanierung stark voran, für die Kempten ab 1958 Fördergelder des Bundes erhielt. Zahlreiche Altstadtgebäude, darunter auch wertvolle historische Bausubstanz, wurden durch Neubauten ersetzt. Die Erneuerung der Altstadt begann 1955 am Rathausplatz mit dem Neubau des städtischen Verwaltungsgebäudes. Fischers Initiative ist der Erweiterungsbau des Stadttheaters 1964 zu verdanken.
August Fischer war Bundesvorsitzender des Verbandes der Heimkehrer, Kriegsgefangenen und Vermisstenangehörigen Deutschlands e. V. und von 1970 bis 1971 Präsident der Deutschen Krankenhausgesellschaft (DKG).
Fischer veröffentlichte 1985 im Allgäuer Zeitungsverlag das Buch „Kempten / Allgäu. Ein Spaziergang zu den Brunnen unserer Stadt“.

## Auszeichnungen
In Kempten ist der August-Fischer-Platz nach ihm benannt worden.
- 1965: Bayerischer Verdienstorden
- 16. April 1970: Fischer wurde für seine Verdienste als Stadtoberhaupt zum Ehrenbürger der Stadt Kempten ernannt.